# ماتسودايرا

كامون عشيرة ماتسودايرا.

عشيرة ماتسودايرا (باليابانية: 松平氏 ماتسودايرا-شي) كانت عشيرة ساموراي يابانية انحدرت من عشيرة ميناموتو. نشأت العشيرة وأخذت اسمها من قرية ماتسودايرا في مقاطعة ميكاوا (حالياً محافظة آيتشي).
انحدر من عشيرة ماتسودايرا بدورها العديد من العشائر أهمها عشيرة توكوغاوا التي أسسها توكوغاوا إياسو في القرن السادس عشر.

## معرض صور

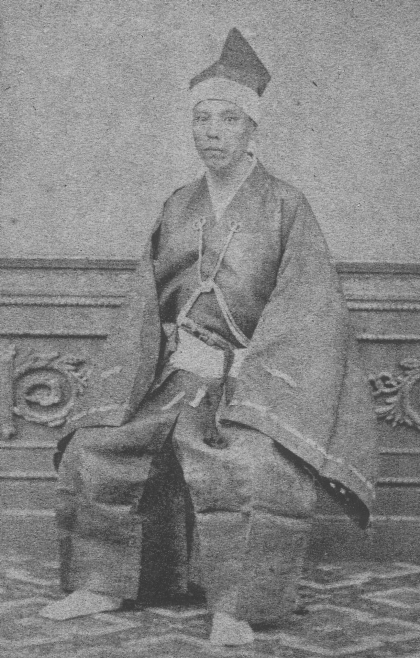
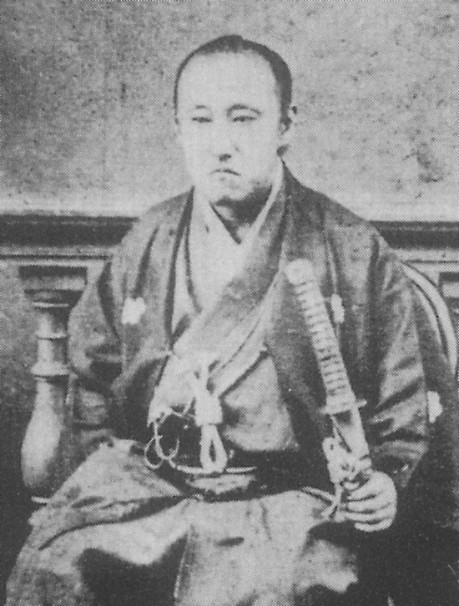
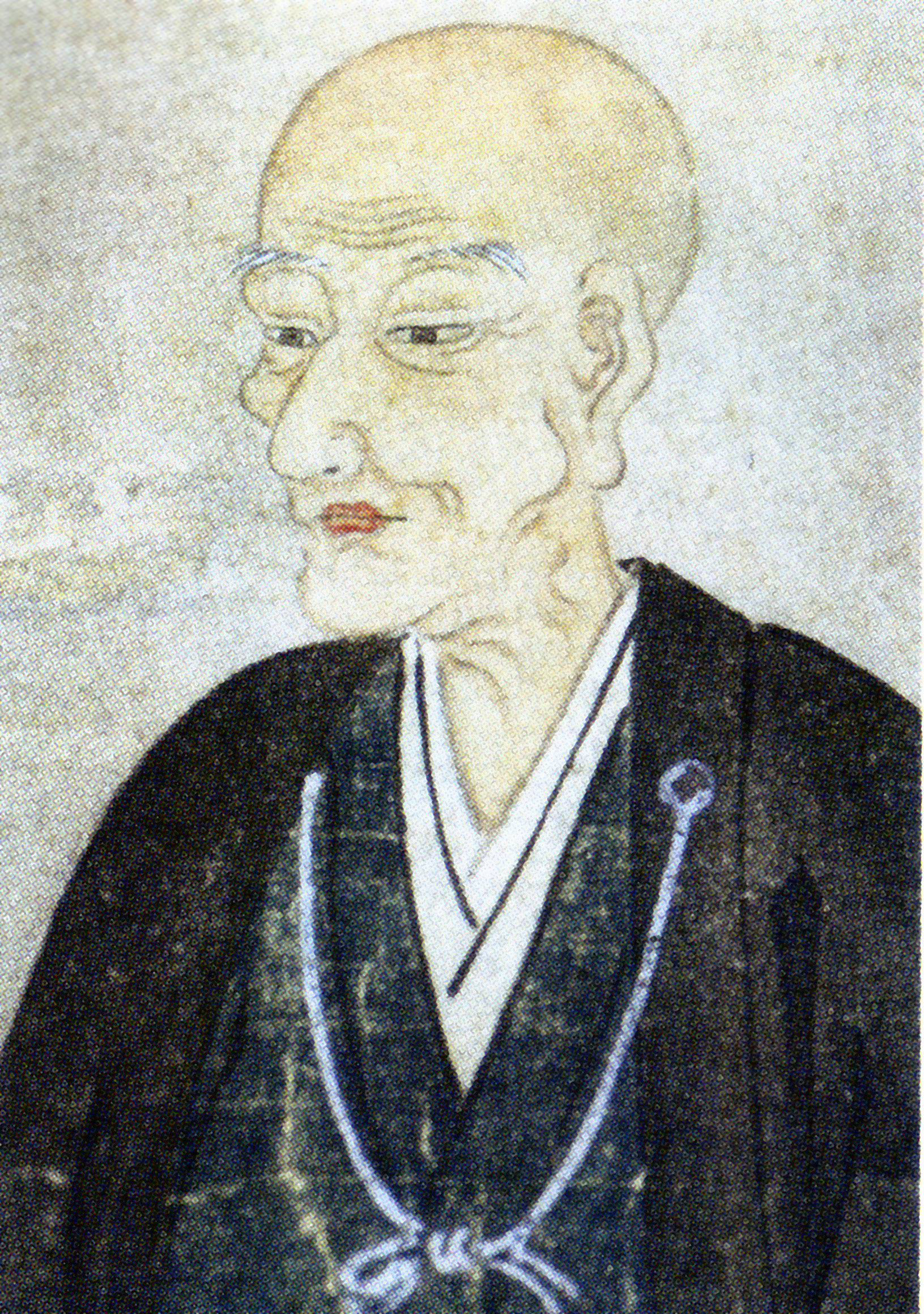